# Pavilhão de Ano Liossia

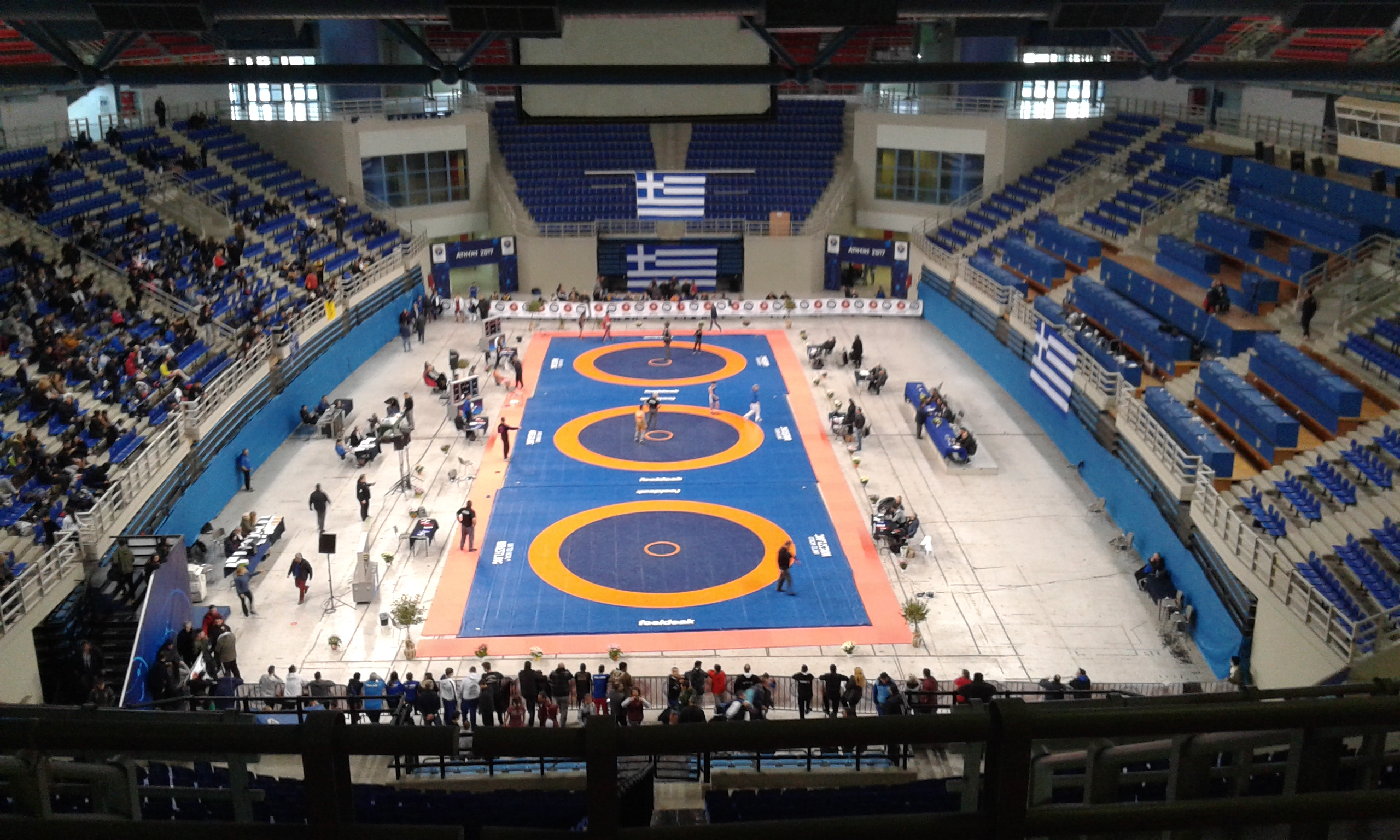

O Pavilhão de Ano Liossia acolheu as competições de judô e luta dutante os Jogos Olímpicos de Verão de 2004, em Atenas, Grécia. O pavilhão tem lugar para 9.327 pessoas, mas foi reduzido a 6.200 para os Jogos. O pavilhão situa-se em Ano Liossia, um subúrbio ao noroeste de Atenas.